# 王子製紙苫小牧硬式野球部
王子製紙苫小牧硬式野球部（おうじせいしとまこまいこうしきやきゅうぶ）は、北海道苫小牧市に本拠地を置き、日本野球連盟に所属していた社会人野球の企業チームである。2000年に解散した。

## 概要
1950年に苫小牧製紙が『苫小牧製紙硬式野球部』として発足。1952年6月、社名変更に伴いチーム名を『王子製紙苫小牧硬式野球部』に改称した。
1959年に都市対抗野球大会（第33回大会）、1982年に社会人野球日本選手権大会（第9回大会）にそれぞれ初出場を果たす。7回目の出場となった1987年の第58回都市対抗野球では本大会初勝利を挙げ、ベスト8に進出した。
1993年10月、社名変更に伴いチーム名を『新王子製紙苫小牧硬式野球部』に改称した。
1996年10月、母体が再び社名を王子製紙に変更したため、チーム名も再び『王子製紙苫小牧硬式野球部』に改称した。
いわゆる「北海道5強」の中では最後まで企業チームとして存続したが、コスト削減と人材の集中による強化を目指して王子製紙春日井へ統合されることが1999年に発表された。翌2000年の第71回都市対抗野球大会への出場をもってチームは解散し、部員24人のうち11人が春日井へ、1人がJR北海道へ移籍した。
その後、残った部員や後援会を中心にクラブチームのオール苫小牧が2000年に結成された。

## 沿革
- 1950年 - 『苫小牧製紙硬式野球部』として創部
- 1952年 - 社名変更により、『王子製紙苫小牧硬式野球部』に改称
- 1959年 - 都市対抗野球大会に初出場
- 1982年 - 社会人野球日本選手権大会に初出場
- 1987年 - 都市対抗野球大会でベスト8に進出
- 1993年 - 社名変更により、『新王子製紙苫小牧硬式野球部』に改称
- 1996年 - 社名変更により、『王子製紙苫小牧硬式野球部』に改称
- 2000年 - 廃部

## 主要大会の出場歴・最高成績
- 都市対抗野球大会 - 出場11回
- 社会人野球日本選手権大会 - 出場9回
- JABA北海道大会 - 優勝4回（1981年、1994年、1997年、1999年）
- JABA東北大会 - 優勝1回（1984年）

## 主な出身プロ野球選手
- 高沢秀昭（内野手） - 1979年ドラフト2位でロッテオリオンズに入団
- 中嶋治彦（投手） - 1988年ドラフト4位で中日ドラゴンズに入団
- 鈴木貴志（投手） - 廃部に伴い王子製紙春日井に移籍後、2002年ドラフト5位で千葉ロッテマリーンズに入団